# Terra X
Terra X es una marca utilizada por la emisora pública alemana ZDF desde 2008. Entre 1982 y 2008 la marca fue ZDF Expedition. Algunos temas bajo la marca Terra X son documentales sobre historia, naturaleza, arqueología y ciencia. Los documentales se transmiten los sábados a las 7:30 pm en ZDF. Las repeticiones también se transmiten en ZDFinfo, ZDFneo, Phoenix, Arte y 3sat.

## Antecedentes
El 17 de enero de 1982 se emitió el primer documental de ZDF Expedition. En 2008, el nombre se cambió a Terra X. La marca incluye series de documentales, donde se tratará un tema más profundo que en los documentales habituales. Desde mediados de la década de 1980 se incluyen simulaciones del pasado para su visualización y desde la década de 1990 algunos eventos históricos se recrean con actores.

Harald Lesch recibe el Deutscher Fernsehpreis en 2018

Se producen más de 40 documentales al año con la marca Terra X. El coste medio de una película de 45 minutos asciende a 250 000 euros. Los documentales de Terra X se venden y transmiten internacionalmente, por ejemplo en el Canal National Geographic en Estados Unidos.
Terra X también está activo en Internet. Además de la plataforma de video bajo demanda ZDF ZDFmediathek, están publicando documentales y clips en plataformas como YouTube. Fundaron el canal Terra X Lesch & Co con la moderación de Harald Lesch el 3 de febrero de 2016. Más tarde ese año, su canal de YouTube Terra X Natur & Geschichte comenzó el 15 de agosto, donde Terra X está publicando documentales completos que también se transmiten por televisión. Durante la pandemia de COVID-19, Terra X inició el canal de YouTube Terra X statt Schule (Terra X Instead of School), donde están publicando diferentes videos de conocimiento de contenido que ya ha sido transmitido. En 2019, Terra X publicó algunos clips sobre el tema del clima bajo CC BY 4.0.